# Los Angeles Film Critics Association Awards/Bester Schnitt
Seit 2012 wird bei den Los Angeles Film Critics Association Awards der Film mit dem Besten Schnitt geehrt.

## Preisträger
Anmerkungen: Auch die zweitplatzierten Filmeditoren werden von der LAFCA-Jury bekanntgegeben.
| Jahr | Preisträger                          | Film                                                             | Deutscher Titel                                                  |
| ---- | ------------------------------------ | ---------------------------------------------------------------- | ---------------------------------------------------------------- |
| 2012 | Dylan Tichenor William Goldenberg    | Zero Dark Thirty                                                 | Zero Dark Thirty                                                 |
| 2013 | Alfonso Cuarón Mark Sanger           | Gravity                                                          | Gravity                                                          |
| 2014 | Sandra Adair                         | Boyhood                                                          | Boyhood                                                          |
| 2015 | Hank Corwin                          | The Big Short                                                    | The Big Short                                                    |
| 2016 | Bret Granato Maya Mumma Ben Sozanski | O.J.: Made in America                                            | O. J. Simpson: Made in America                                   |
| 2017 | Lee Smith                            | Dunkirk                                                          | Dunkirk                                                          |
| 2018 | Joshua Altman Bing Liu               | Minding the Gap                                                  | nicht bekannt                                                    |
| 2019 | Todd Douglas Miller                  | Apollo 11                                                        | Apollo 11                                                        |
| 2020 | Yorgos Lamprinos                     | The Father                                                       | The Father                                                       |
| 2021 | Joshua L. Pearson                    | Summer of Soul (…Or, When the Revolution Could Not Be Televised) | Summer of Soul (…Or, When the Revolution Could Not Be Televised) |
| 2022 | Blair McClendon                      | Aftersun                                                         | Aftersun                                                         |
| 2023 | Laurent Sénéchal                     | Anatomie d’une chute                                             | Anatomie eines Falls                                             |

## Zweitplatzierte Filmeditoren
1. ↑  2012 belegte William Goldenberg für Argo den zweiten Platz.
2. ↑  2013 belegten Shane Carruth und David Lowery für Upstream Color den zweiten Platz.
3. ↑  2014 belegte Barney Pilling für Grand Budapest Hotel den zweiten Platz.
4. ↑  2015 belegte Margaret Sixel für Mad Max: Fury Road den zweiten Platz.
5. ↑  2016 belegte Tom Cross für La La Land den zweiten Platz.
6. ↑  2017 belegte Tatiana S. Riegel für I, Tonya den zweiten Platz.
7. ↑  2018 belegten Alfonso Cuarón und Adam Gough für Roma den zweiten Platz.
8. ↑  2019 belegten Ronald Bronstein und Benny Safdie für Der schwarze Diamant den zweiten Platz.
9. ↑  2020 belegte Gabriel Rhodes für Time den zweiten Platz.
10. ↑  2021 belegte Andy Jurgensen für Licorice Pizza den zweiten Platz.